# Sean Bean
Shaun Mark "Sean" Bean (sinh ngày 17 tháng 4 năm 1959) là một diễn viên sân khấu và điện ảnh người Anh. Anh được biết đến với vai Boromir trong The Lord of the Rings phần 3, Lord Eddard Stark trong bộ phim truyền hình HBO Game of Thrones và nhân vật hư cấu sĩ quan người Anh Richard Sharpe trong loạt phim truyền hình ITV Sharpe. Vai diễn đáng chú ý khác bao gồm Alec Trevelyan trong phim James Bond GoldenEye, Odysseus trong Troy, Dr. Merrick trong The Island, Ian Howe trong National Treasure, Zeus trong loạt phim Percy Jackson và Ulric trong Black Death.
Bean cũng đã đóng góp trong một số sản phẩm truyền hình và vai trò của nhân vật chẳng hạn như game: Robert ASke trong Henry VIII. Ông cũng đã thực hiện lồng tiếng cho các trò chơi video, bao gồm Martin Septim trong The Elder Scrolls IV: Oblivion. Bean thường nói giọng Yorkshire (tiếng địa phương thuộc miền bắc nước Anh) trong vai trò diễn xuất của mình.

## Đầu đời
Bean được sinh ra tại quận Handsworth Sheffield, Yorkshire, con trai của Rita (nhũ danh Tuckwood) và Brian Bean. Cha ông làm chủ một cửa hàng chế tạo có 50 nhân công, trong đó mẹ của Bean làm thư ký cho cửa hàng. Mặc dù là gia đình khá giả (cha của anh sở hữu một chiếc Rolls-Royce Silver Shadow), họ không bao giờ đi khỏi địa phương vì thích luôn ở gần bạn bè và gia tộc của mình.
Lúc còn là một đứa trẻ, Bean đập vỡ một cửa kính khi giành lấy một cây kéo. Một mảnh thủy tinh đã ghim vào trong chân của anh, một thời gian ngắn bị khó khăn khi di chuyển và để lại một vết sẹo lớn. Điều này ngăn cản anh theo đuổi giấc mơ chơi bóng đá chuyên nghiệp. Năm 1975, anh rời trường Brook toàn diện với chứng chỉ trung bình trong môn nghệ thuật và tiếng Anh. Sau khi làm việc tại một siêu thị và cho hội đồng ở địa phương, anh bắt đầu làm việc cho công ty của cha mình và tham gia một khóa học tại Cao đẳng Nghệ thuật và Công nghệ Rotherham. Lúc đó, anh tình cờ vào một lớp học nghệ thuật và quyết định theo đuổi đam mê của mình trong nghệ thuật.
Sau khi tham dự các khóa học tại hai trường khác, anh trở lại trường Cao đẳng Rotherham, nơi anh đã qua một khóa học diễn viên đóng phim. Sau một số vai diễn thử nghiệm tại các trường và ở nhà hát Rotherham Civic, anh nộp đơn và nhận được học bổng vào Học viện kịch nghệ Hoàng gia, bắt đầu một khóa học 7 học kỳ trong tháng 1 năm 1981.

### Phong cách diễn xuất
Mặc dù được đào tạo chuyên nghiệp, Sean Bean thường thể hiện phong cách làm việc theo bản năng mà một số người đã cho rằng anh đặc biệt rất phù hợp để diễn các nhân vật có cá tính. Anh đã nói trong một cuộc phỏng vấn rằng, phần khó khăn nhất là bắt đầu quay phim khi đang cố gắng để hiểu được nhân vật của mình. Và sau khi đạt được điều này, anh có thể hoàn thành nhanh chóng các cảnh quay của mình. Khả năng này để đi từ người đàn ông trầm lặng trong vai chiến binh Boromir gây "ngạc nhiên" cho Sean Astin trong quá trình quay phim của The Fellowship of the Ring. Các fan khác bao gồm đạo diễn Mike Figgis (Stormy Monday) và Wolfgang Petersen (Troy (phim)), người mô tả "mọi thứ tốt đẹp" khi làm việc với Bean.

## Các phim tham gia
| Năm  | Tiêu đề                                            | Vai diễn                           | Ghi chú |
| ---- | -------------------------------------------------- | ---------------------------------- | --- |
| 1984 | Punters                                            | Lurch                              | Phim truyền hình |
| 1984 | Winter Flight                                      | Hooker                             | |
| 1985 | Exploits at West Poley                             | Scarred man                        | Phim truyền hình |
| 1986 | Caravaggio                                         | Ranuccio                           | |
| 1988 | Stormy Monday                                      | Brendan                            | |
| 1988 | Troubles                                           | Capt. Bolton                       | Phim truyền hình |
| 1989 | How to Get Ahead in Advertising                    | Larry Frisk                        | |
| 1989 | The Fifteen Streets                                | Dominic O'Brien                    | |
| 1989 | War Requiem                                        | German Soldier                     | |
| 1990 | Windprints                                         | Anton                              | |
| 1990 | The Field                                          | Tadgh McCabe                       | |
| 1990 | Lorna Doone                                        | Carver Doone                       | Phim truyền hình |
| 1990 | Wedded                                             | Man                                | Phim truyền hình |
| 1992 | Patriot Games                                      | Sean Miller                        | |
| 1992 | Fool's Gold: The Story of the Brink's-Mat Robbery  | Micky McAvoy                       | |
| 1993 | Sharpe's Rifles                                    | Sergeant/Lieutenant Richard Sharpe | Phim truyền hình |
| 1993 | Sharpe's Eagle                                     | Captain Richard Sharpe             | Phim truyền hình |
| 1994 | Jacob                                              | Esau                               | Phim truyền hình |
| 1994 | Shopping                                           | Venning                            | |
| 1994 | Sharpe's Company                                   | Captain Richard Sharpe             | Phim truyền hình |
| 1994 | Sharpe's Enemy                                     | Major Richard Sharpe               | Phim truyền hình |
| 1994 | Sharpe's Honour                                    | Major Richard Sharpe               | Phim truyền hình |
| 1994 | Black Beauty                                       | Farmer Grey                        | |
| 1995 | Sharpe's Gold                                      | Major Richard Sharpe               | Phim truyền hình |
| 1995 | Sharpe's Battle                                    | Major Richard Sharpe               | Phim truyền hình |
| 1995 | Sharpe's Sword                                     | Major Richard Sharpe               | Phim truyền hình |
| 1995 | GoldenEye                                          | Alec Trevelyan/Janus               | Điệp viên 006, phim thứ 17 trong loạt phim James Bond |
| 1996 | When Saturday Comes                                | Jimmy Muir                         | |
| 1996 | Sharpe's Regiment                                  | Major Richard Sharpe               | Phim truyền hình |
| 1996 | Sharpe's Siege                                     | Major Richard Sharpe               | Phim truyền hình |
| 1996 | Sharpe's Mission                                   | Major Richard Sharpe               | Phim truyền hình |
| 1996 | Decisive Weapons                                   | Narrator                           | BBC4 TV documentary |
| 1997 | Anna Karenina                                      | Vronsky                            | |
| 1997 | Sharpe's Revenge                                   | Major Richard Sharpe               | Phim truyền hình |
| 1997 | Sharpe's Justice                                   | Major Richard Sharpe               | Phim truyền hình |
| 1997 | Sharpe's Waterloo                                  | Lieutenant Colonel Richard Sharpe  | Phim truyền hình |
| 1998 | Ronin                                              | Spence                             | |
| 1998 | Airborn                                            | Dave Toombs                        | |
| 1999 | Bravo Two Zero                                     | Andy Mcnab                         | Phim truyền hình |
| 2000 | Essex Boys                                         | Jason Locke                        | |
| 2001 | The Lord of the Rings: The Fellowship of the Ring  | Boromir                            | Phoenix Film Critics Society Award for Best Cast Nominated—Empire Award for Best British Actor đề cử —Screen Actors Guild Award for Outstanding Performance by a Cast in a Motion Picture |
| 2001 | Don't Say a Word                                   | Patrick Koster                     | |
| 2002 | The Lord of the Rings: The Two Towers              | Boromir                            | Online Film Critics Society Award for Best Cast Phoenix Film Critics Society Award for Best Cast đề cử —DVDX Award for Best Audio Commentary (New for DVD) (shared with others) đề cử —Screen Actors Guild Award for Outstanding Performance by a Cast in a Motion Picture Extended Edition only |
| 2002 | Equilibrium                                        | Errol Partridge                    | |
| 2002 | Tom and Thomas                                     | Paul Shepherd                      | |
| 2003 | The Lord of the Rings: The Return of the King      | Boromir                            | Broadcast Film Critics Association Award for Best Cast National Board of Review Award for Best Cast Screen Actors Guild Award for Outstanding Performance by a Cast in a Motion Picture đề cử —Phoenix Film Critics Society Award for Best Cast                                                  |
| 2003 | The Big Empty                                      | Cowboy                             | |
| 2003 | Henry VIII                                         | Robert Aske                        | Phim truyền hình |
| 2004 | Pride                                              | Dark                               | Phim truyền hình, lồng âm |
| 2004 | National Treasure                                  | Ian Howe                           | |
| 2004 | Troy (phim)                                        | Odysseus                           | |
| 2005 | North Country                                      | Kyle                               | |
| 2005 | Flightplan                                         | Captain Marcus Rich                | |
| 2005 | The Island                                         | Dr. Merrick                        | |
| 2006 | The Dark                                           | James                              | |
| 2006 | Silent Hill                                        | Chris Da Silva                     | |
| 2006 | Sharpe's Challenge                                 | Lt Col (ret'd) Richard Sharpe      | Phim truyền hình |
| 2007 | The Hitcher                                        | John Ryder                         | |
| 2007 | Outlaw                                             | Danny Bryant                       | |
| 2007 | Far North                                          | Loki                               | |
| 2008 | Sharpe's Peril                                     | Lt Col (ret'd) Richard Sharpe      | Phim truyền hình |
| 2010 | Black Death                                        | Ulric                              | Screamfest Horror Film Festival Trophy for Best Actor đề cử —Chainsaw Award for Best Actor |
| 2010 | Percy Jackson & the Olympians: The Lightning Thief | Zeus                               | |
| 2010 | Ca$h (Cash)                                        | Pyke Kubic Reese Kubic             | |
| 2010 | The Lost Future                                    | Amal                               | Television film, Also released on DVD on ngày 27 tháng 9 năm 2011 |
| 2011 | Death Race 2                                       | Markus Kane                        | Direct-to-DVD prequel to Death Race |
| 2011 | Age of Heroes                                      | Jones                              | |
| 2012 | Cleanskin                                          | Ewan                               | |
| 2012 | Soldiers of Fortune                                | Dimidov                            | |
| 2012 | Mirror Mirror                                      | The King                           | |
| 2012 | Silent Hill: Revelation 3D                         | Christopher Da Silva / Harry Mason | |
| 2013 | The 4th Reich                                      | Sergeant Major Gordon              | post-production |
| 2013 | Percy Jackson: Sea of Monsters                     | Zeus                               | post-production |
| 2014 | Jupiter Ascending                                  | Stinger                            | filming |
| 2014 | Enemy of Man                                       | Macbeth                            | Pre-production |
| 2014 | Wicked Blood                                       | Uncle Frank Stinson                | Post-production |

| Năm       | Tiêu đề                     | Vai diễn                  | Ghi chú |
| --------- | --------------------------- | ------------------------- | --- |
| 1984      | The Bill                    | Horace Clark              | Episode: "Long Odds" |
| 1986      | The Practice                | ?                         | Episodes: "2.4," "2.5" |
| 1988      | The Storyteller             | The Prince                | Episode: "The True Bride" |
| 1989      | The Jim Henson Hour         | Prince                    | Episode: Musicians |
| 1990      | Screen Two                  | Vic                       | Episode: Small Vones |
| 1992      | My Kingdom For a Horse      | Steve                     | |
| 1991      | 4 Play                      | Smith                     | Episode: In the Border Country |
| 1991      | Screen One                  | Gabriel Lewis/Jack Morgan | Episodes: Prince and Tell Me That You Love Me |
| 1991      | Clarissa                    | Lovelace                  | Episodes: 1.1 and 1.4 |
| 1992      | Inspector Morse             | Alex Bailey               | Episode: Absolute Conviction |
| 1993      | Lady Chatterley             | Mellors                   | Miniseries |
| 1993      | A Woman's Guide to Adultery | Paul                      | |
| 1994      | Scarlett                    | Lord Richard Fenton       | Miniseries |
| 1998      | The Canterbury Tales        | The Nun's Priest          | Voice Episode: Leaving London |
| 1999      | Extremely Dangerous         | Niel Bryne                | Miniseries |
| 2008-2010 | Crusoe                      | James Crusoe              | 5 episodes |
| 2006      | Faceless                    | Eddie Prey                | Unaired pilot |
| 2012      | Missing                     | Paul Winston              | 8 episodes |
| 2012      | Accused                     | Simon / Tracie            | TV programme Won—Royal Television Society Best Actor award Nominated—BAFTA Award for Best Actor |
| 2011-2013 | Game of Thrones             | Eddard Stark              | 11 episodes: main character for 10 episodes in season 1 and voice cameo in season 3, episode 2 Nominated—EWwy Awards for Best Actor Portal Award for Best Actor(television) Nominated—Saturn Award for Best Actor on Television Nominated—Scream Award for Best Fantasy Actor Nominated—Scream Award for Best Ensemble Nominated—Screen Actors Guild Award for Outstanding Performance by an Ensemble in a Drama Series |
| 2013      | Family Guy                  | Potrait Griffen           | "No Country Club for Old Men" |